# Бікечел
Бікечел (рум. Bicăcel) — село у повіті Біхор в Румунії. Входить до складу комуни Лезерень.
Село розташоване на відстані 411 км на північний захід від Бухареста, 27 км на південний схід від Ораді, 115 км на захід від Клуж-Напоки, 138 км на північний схід від Тімішоари.

## Населення
За даними перепису населення 2002 року у селі проживали 232 особи, усі — румуни. Усі жителі села рідною мовою назвали румунську.